# With a Little Help from My Friends
A With a Little Help from My Friends a második dal a The Beatles 1967-ben megjelent Sgt. Pepper's Lonely Hearts Club Band című albumáról. Szerzői John Lennon és Paul McCartney voltak, a dalt azonban Ringo Starr énekelte, akinek ez volt az egyetlen olyan száma az albumról, amit ő énekelt.
A dalt az évek folyamán számos előadó feldolgozta, a legismertebb feldolgozás azonban Joe Cocker nevéhez fűződik, aki az 1969-es Woodstocki Fesztiválon is előadta a dalt.

## Közreműködött
- Ringo Starr – ének, dob, csörgődob
- John Lennon – háttérvokál, tehéncsengő
- Paul McCartney – háttérvokál, zongora, basszusgitár
- George Harrison – háttérvokál, gitár
- George Martin – Hammond-orgona

## Külső hivatkozások
- Dalszöveg Archiválva 2021. május 22-i dátummal a Wayback Machine-ben